# Majdan Lipowiecki
Majdan Lipowiecki – wieś w Polsce położona w województwie podkarpackim, w powiecie lubaczowskim, w gminie Wielkie Oczy.
W latach 1975–1998 miejscowość administracyjnie należała do województwa przemyskiego.
Przed II wojną światową wieś należała do parafii w Lipowcu w gminie Nahaczów (powiat jaworowski). Zmiana granic Polski po wojnie sprawiła, że część parafii znalazła się po stronie polskiej, zaś kościół parafialny w Lipowcu – po stronie ukraińskiej. W latach powojennych wieś przynależała najpierw do parafii w Lubaczowie, później do parafii w Krowicy Samej, aż w końcu stała się częścią parafii Łukawiec. Ówczesny proboszcz parafii Łukawiec, ks. Józef Kornaga podjął wówczas starania o budowę kościoła filialnego w tej miejscowości. Stara drewniana kaplica znajdująca się w Majdanie Lipowieckim została przekazana i przewieziona do Budomierza. Mieszkańcy włożyli dużo trudu i poświęcenia w budowę nowego kościoła wg projektu inż. Józefa Olecha z Przemyśla, który został dedykowany św. Józefowi. Ściany i ołtarz kościoła zostały uroczyście namaszczone dnia 26 sierpnia 1990 roku przez bp. Mariana Jaworskiego.
Wierni Kościoła rzymskokatolickiego należą do parafii Objawienia Pańskiego w Łukawcu. We wsi znajduje się kościół filialny pw. św. Józefa. W pobliskim lesie miały miejsce kilka razy objawienia Matki Bożej.

## Osoby związane z miejscowością
- abp Mieczysław Mokrzycki – metropolita lwowski, sekretarz papieża Jana Pawła II
- abp Stefan (Rudyk) – prawosławny metropolita warszawski i całej Polski